# 贝尔格拉诺竞技俱乐部
贝尔格拉诺竞技俱乐部（Club Atlético Belgranomostly），一般稱為贝尔格拉诺（Belgrano）或科尔多瓦贝尔格拉诺（Belgrano de Córdoba），为阿根廷科尔多瓦市的一个体育俱乐部。该俱乐部最为著名的为足球。该队队名得名于阿根廷历史人物曼努埃尔·贝尔格拉诺。现参加阿根廷足球甲级联赛。2010-2011赛季的升降级附加赛中，贝尔格拉诺击败河床队，成功升入甲级联赛。